# 中央急病診療所
中央急病診療所（ちゅうおうきゅうびょうしんりょうじょ）は、大阪市西区にある日曜・祝日・年末年始（12月30日～1月4日）及び夜間の急病診療を行っている医療機関である。
公益財団法人大阪市救急医療事業団により運営されている。

## 診療科
- 内科
- 小児科
- 眼科
- 耳鼻咽喉科

## 医療機関の指定
- 保険医療機関[2]
- 労災保険指定診療所[2]
- 生活保護法指定医療機関（中国残留邦人等の円滑な帰国の促進並びに永住帰国した中国残留邦人等及び特定配偶者の自立の支援に関する法律（平成六年法律第三十号）に基づく指定医療機関を含む。）[2]
- 公害医療機関[2]
- 特定疾患治療研究事業委託医療機関[2]
- 指定小児慢性特定疾病医療機関[2]
- 原子爆弾被害者医療指定診療所[2]

## 周辺
- 長堀通（沿線）
- 西区役所
- 大阪市立中央図書館

## 交通アクセス
- OsakaMetro千日前線、長堀鶴見緑地線「西長堀駅」4号A出口西へ約150m